# Quinta do Lago
A Quinta do Lago é um empreendimento turístico do Algarve fundado e idealizado por André Jordan localizado na Freguesia de Almancil, Município de Loulé, sendo considerado um dos mais luxuosos de toda a Europa.
Tem vários campos de golfe, destacando-se o Campo de Golfe "Sul". Tem acesso a uma praia, a Praia da Quinta do Lago. 
Na Quinta do Lago pode observar-se um conjunto de espécies animais, tais como a poupa, o camaleão, o caimão entre outras, privilegiando o Turismo Ecológico e preservando a natureza.